# Romkerhall
Romkerhall (in tedesco Königreich zu Romkerhall) è un sito turistico che si trova presso Goslar, nella Bassa Sassonia (Germania settentrionale), alle pendici nordoccidentali delle colline facenti parte della catena montuosa di Harz.

## Storia e descrizione
È costituito essenzialmente da un vasto edificio, costruito nella metà dell'Ottocento, con terreno circostante, adibito a impresa ricettiva e posizionato lungo il fiume Romke. I suoi gestori, Erina von Sachsen (deceduta nel 2010) e la congiunta Suzanne, erano imparentati con l'ultimo sovrano di Sassonia Federico Augusto III (1904-1918), cugino, per parte di madre, della regina d'Italia Margherita di Savoia.
La costruzione, all'esterno in stile montano e internamente arredata con elaborati elementi neobarocchi, si affaccia sulla strada federale B 498, mentre il retro dà sul menzionato corso d'acqua che, più avanti, si allarga in un lago con cascata.
Per motivi divulgativi dal 1988 l'albergo ha assunto il nome di Regno di Romkerhall: sono stati emessi francobolli, coniate monete con il ritratto di Erina, stampati "passaporti", corredati di visto e stemma del casato, da offrire ai clienti. Questi scelgono, spesso, l'hotel e il ristorante come basi per escursioni montane e, in occasione di matrimoni, gli sposi possono utilizzare il cocchio e soggiornare in una camera sontuosamente addobbata.
La singolare vicenda ebbe inizio nel 1861 allorché l'ultimo re di Hannover Giorgio V (1851-1866), familiare della regina Vittoria del Regno Unito, e la moglie Maria di Sassonia-Altenburg decisero di far erigere nella zona, che faceva parte del loro regno, un casino di caccia del quale conservarono la proprietà anche dopo la caduta della monarchia e l'annessione al regno di Prussia. Quando, in seguito alla sconfitta nella prima guerra mondiale, venne abbattuta la dinastia Hohenzollern, il padiglione e l'area circostante furono dimenticati; i distretti rurali furono successivamente ridisegnati, ma la casa e il terreno degli Hannover (appartenenti al discendente di Giorgio V, il duca di Brunswick Ernesto Augusto III, padre della futura regina di Grecia Federica) non erano stati assegnati formalmente a nessuno di essi.
Nel 1970, dopo la rideterminazione dei comprensori, l'edificio fu di nuovo lasciato fuori dalle mappe e il barone Lechner von Romkerhall reputò la zona come una "terra libera" e l'acquistò. Concluse un accordo con la duchessa Erina von Sachsen, vedova del nipote dell'ultimo sovrano di Sassonia, che avrebbe fornito l'immagine della regalità, e nel 1988, nonostante le continue controversie con il governo tedesco, proclamò l'autonomia dell'albergo, decisione che fece sicuramente aumentare l'afflusso dei visitatori e degli avventori.

## Note

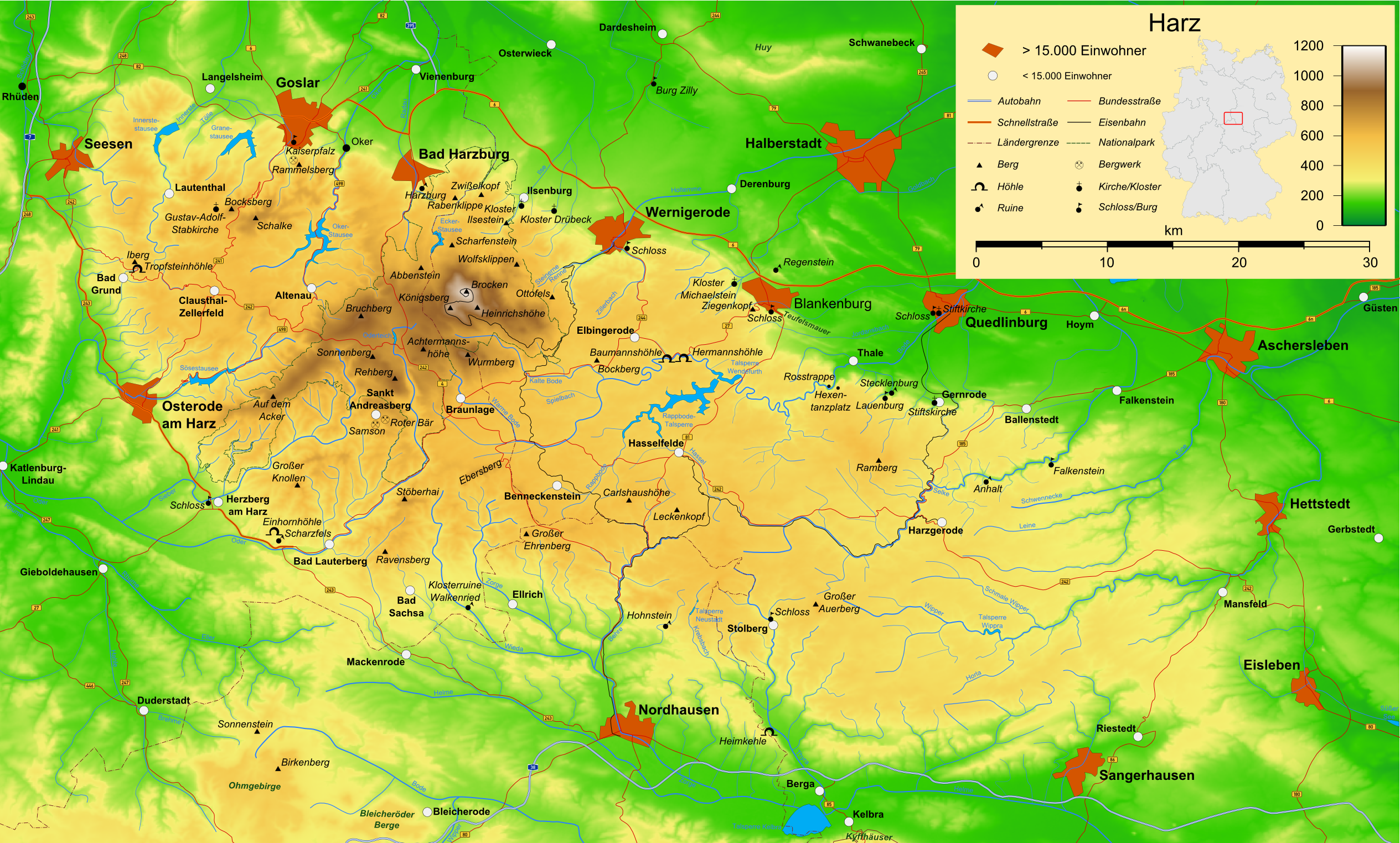
Mappa di localizzazione del sito